# (30926) 1993 TL13
(30926) 1993 TL13 là một tiểu hành tinh vành đai chính. Nó được phát hiện bởi Henry E. Holt ở Đài thiên văn Palomar ở Quận San Diego, California, ngày 14 tháng 10 năm 1993.